# Doukouya
Doukouya – miasto w Wybrzeżu Kości Słoniowej, w dystrykcie Gôh-Djiboua, w regionie Gôh, w departamencie Oumé.